# Glutation
Glutation, łac. glutathionum, inna nazwa: γ-glutamylocysteinyloglicyna (γ-glu-cys-gly) – organiczny związek chemiczny, tripeptyd o właściwościach przeciwutleniających, zbudowany z reszt aminokwasowych kwasu glutaminowego, cysteiny i glicyny. Występuje we wszystkich organizmach roślinnych i zwierzęcych (poza organizmem jest nietrwały), jest najbardziej rozpowszechnionym i najobfitszym tiolem wewnątrzkomórkowym (składnikiem zawierającym siarkę) występującym w komórkach ssaków oraz drobnocząsteczkowym tripeptydem budującym żywe komórki.

## Właściwości
Ma właściwości przeciwutleniające, które przejawiają się w odtwarzaniu grup tiolowych −SH w białkach, w których uległy one utlenieniu do grup sulfonowych −SO3H lub wiązań disiarczkowych −S−S−. Dzięki odwracalnej reakcji odrywania lub przyłączania elektronów, glutation działa w ustroju jako układ oksydo-redukcyjny chroniący grupy –SH białek przed utlenieniem. Bierze też udział w procesie oddychania i jest koenzymem niektórych enzymów oksydo-redukcyjnych. W formie zredukowanej, dzięki wolnej grupie tiolowej, służy do redukcji nadtlenków (np. nadtlenku wodoru). Wyłapuje reaktywne czynniki elektrofilowe, ochraniając komórki przed uszkodzeniem ze strony toksyn.

## Biosynteza
Zredukowany glutation jest wytwarzany w każdej komórce organizmu. Jego synteza następuje w dwóch etapach. Oba z nich są zależne od adenozynotrójfosforanu:
- najpierw kwas L-glutaminowy i L-cysteina są przekształcane przez enzym syntetazę γ-glutamylocysteinową w γ-glutamylocysteinę,
- następnie γ-glutamylocysteina łączy się z glicyną za pośrednictwem enzymu syntetazy glutationowej.

## Funkcje
Glutation umożliwia usuwanie z ustroju związków azotowych i chlorowcopochodnych toksyn. Na przykład często zażywany lek przeciwbólowy paracetamol jest metabolizowany do hepatotoksycznej N-acetylo-p-benzochinoiminy. Toksyna ta jest przyłączana w wątrobie do glutationu. Nadmierne lub długotrwałe podawanie paracetamolu przy równoczesnej małej podaży metioniny w pokarmie, powoduje zużycie glutationu zawartego w ustroju, co z kolei jest przyczyną uszkodzenia (martwicy) wątroby. Dlatego wraz z paracetamolem konieczne jest podawanie metioniny, która jest wykorzystywana do syntezy glutationu. 
Glutation jako antyoksydant neutralizuje wolne rodniki w wątrobie i neutralizuje pestycydy (nawet do 60%).
Zredukowany glutation jest wszechobecnym przeciwutleniaczem zaangażowanym w wiele funkcji komórkowych, takich jak detoksykacja, transport aminokwasów, produkcja koenzymów oraz recykling witamin E i C. Pełniąc swoją rolę najskuteczniejszego środka oczyszczającego nukleofile, glutation blokuje swobodne i radykalne uszkodzenia wszelkiego rodzaju tkanek. Glutation jest substancją wykorzystywaną na poziomie komórkowym - na pierwszym miejscu w obronie organizmu.
Odgrywa on kluczową rolę w funkcjonowaniu oraz rozmnażaniu limfocytów w celu zwalczania organizmów takich jak bakterie, pasożyty oraz wirusy. Przy nieodpowiednim poziomie glutationu komórki "popełniają samobójstwo" poddając się procesowi nazywanemu zaprogramowaną śmiercią komórkową (apoptozą).
Wraz z wiekiem poziom glutationu ulega stopniowemu obniżeniu.
Glutation koncentruje się głównie w wątrobie, gdzie odgrywa funkcje głównego czynnika detoksykacyjnego. Jest on głównym, występującym naturalnie detoksykantem w komórkach. Inne, mniej liczne detoksykanty, takie jak witaminy C i E, w swoim działaniu są zależne od glutationu, ale witaminy te są po ich utlenieniu przywracane przez glutation do dobrej, użytecznej formy (tzw. zredukowanej). Glutation w płynach międzykomórkowych, absorbowany w maleńkiej ilości z pożywienia detoksykuje płyny, zapobiegając w ten sposób penetracji toksyn do komórek.
Ten silny antyutleniacz zawierający siarkę jest kluczowym składnikiem w neutralizacji H2O2 w tłuszczach i w samym cyklu glutationowym. Organizm nie jest w stanie absorbować glutationu jako takiego. Glutation musi być produkowany przez samą komórkę. Aby podnieść poziom glutationu, należy dostarczyć organizmowi składniki potrzebne do jego syntezy. Witamina C wspomaga utrzymanie wysokiego poziomu glutationu. Witamina C, E oraz β-karoten są także silnymi antyoksydantami i chronią neurony przed toksycznym działaniem wielu czynników. 
Glutation jako antyoksydant stabilizuje błony lizosomów i hamuje uwalnianie katabolicznych enzymów lizosomalnych. Jako transporter aminokwasów w cyklu gamma glutamylowym, ułatwia syntezę białka i sprzyja tworzeniu dodatniego bilansu azotowego. Zwiększa uwodnienie komórek oraz zasoby glikogenu mięśniowego. Zwiększa poziom hormonu wzrostu, obniża poziom kortyzolu, przyspiesza redukcję tkanki tłuszczowej, wspomaga odporność, łagodzi objawy zmęczenia, obniża poziom kwasu mlekowego.
Glutation działa jako substancja odtruwająca oraz uczestniczy w przemianie nadtlenku wodoru w wodę w reakcji katalizowanej przez enzym peroksydazę glutationową (zawierający selen jako kofaktor), co zwiększa żywotność erytrocytów. Bierze także udział w przedostawaniu się aminokwasów do błon komórkowych. 
Glutation jest najważniejszym nieenzymatycznym czynnikiem antyoksydacyjnym, jakim dysponuje organizm. Ten peptyd występuje w każdej komórce organizmu, szczególnie bogate w jego zasoby są nerki, wątroba i soczewka oka. W sytuacji zagrożenia chorobami zwyrodnieniowymi występuje konieczność dostarczania glutationu z dietą.

## Występowanie
Glutation występuje w formie różnych izomerów. Żywność bogata w glutation to: awokado, szparagi, brokuły, brukselka, czosnek, cebula, kapusta.

## Patologia
Niski poziom glutationu we krwi wskazuje na stan chorobowy i oznacza, że organizm nie radzi sobie z usuwaniem wolnych rodników, uszkadzających komórki w mózgu i innych narządach. Dochodzą do tego problemy z trawieniem pokarmów i spadek odporności organizmu. 